# Crossarchus alexandri
Crossarchus alexandri (Кузіманза Александера) — ссавець, представник ряду хижих із родини мангустових. Ендемік центральної Африки, де мешкає в рівнинних і гірських дощових лісах в ДР Конго, обмежений з півночі річкою Убангі та на півдні р. Касаї, також присутній в західній Уганді. Роз'єднана популяція населяє схили (між 1500 і 2900 м над рівнем моря) гори Елгон, Уганда.

## Етимологія
Вид названий на честь африканського орнітолога та мандрівника капітана Бойда Александера (англ. Boyd Alexander, 1873-1910). Він навчався в коледжі Редлі (Англія) з 1887 по 1891 рік. У 1893 році пішов до армії й був у Кумасі в 1900. Досліджував озеро Чад з 1904 по 1905. Провів деякий час на острові Біоко і багато таксонів, які він описав мають poensis у назві відносяться до цього острова. Удостоєний медалі Королівського Географічного Товариства у 1908 році. він продовжував свої африканські дослідження з 1908 по 1910 роки, закінчивши їх на Чаді, де його вбили місцеві жителі. він опублікував «From Niger to Nile» у двох частинах у 1907.

## Загрози та охорона
Серйозних загроз нема, але чисельність, ймовірно, зменшується через втрату середовища проживання і через полювання. Присутній в кількох охоронних районах.